# 1975年
1975年（1975 ねん）は、西暦（グレゴリオ暦）による、水曜日から始まる平年。昭和50年。
この項目では、国際的な視点に基づいた1975年について記載する。

## 他の紀年法
- 干支：乙卯（きのと う）
- 日本（月日は一致）
  - 昭和50年
  - 皇紀2635年
- 中華民国（月日は一致）
  - 中華民国64年
- 朝鮮民主主義人民共和国（月日は一致）
  - 主体64年
- 仏滅紀元：2517年閏10月4日 - 2518年閏9月13日
- イスラム暦：1394年12月17日 - 1395年12月27日
- ユダヤ暦：5735年4月18日 - 5736年4月27日
- Unix Time：157766400 - 189302399
- 修正ユリウス日 (MJD)：42413 - 42777
- リリウス日 (LD)：143254 - 143618

※主体暦は、朝鮮民主主義人民共和国で1997年に制定された。

## カレンダー
| 1月 |    |    |    |    |    |    |
| 日  | 月 | 火 | 水 | 木 | 金 | 土 |
|     |    |    | 1  | 2  | 3  | 4  |
| 5   | 6  | 7  | 8  | 9  | 10 | 11 |
| 12  | 13 | 14 | 15 | 16 | 17 | 18 |
| 19  | 20 | 21 | 22 | 23 | 24 | 25 |
| 26  | 27 | 28 | 29 | 30 | 31 |    |
|     |    |    |    |    |    |    |

| 2月 |    |    |    |    |    |    |
| 日  | 月 | 火 | 水 | 木 | 金 | 土 |
|     |    |    |    |    |    | 1  |
| 2   | 3  | 4  | 5  | 6  | 7  | 8  |
| 9   | 10 | 11 | 12 | 13 | 14 | 15 |
| 16  | 17 | 18 | 19 | 20 | 21 | 22 |
| 23  | 24 | 25 | 26 | 27 | 28 |    |
|     |    |    |    |    |    |    |

| 3月 |    |    |    |    |    |    |
| 日  | 月 | 火 | 水 | 木 | 金 | 土 |
|     |    |    |    |    |    | 1  |
| 2   | 3  | 4  | 5  | 6  | 7  | 8  |
| 9   | 10 | 11 | 12 | 13 | 14 | 15 |
| 16  | 17 | 18 | 19 | 20 | 21 | 22 |
| 23  | 24 | 25 | 26 | 27 | 28 | 29 |
| 30  | 31 |    |    |    |    |    |
|     |    |    |    |    |    |    |

| 4月 |    |    |    |    |    |    |
| 日  | 月 | 火 | 水 | 木 | 金 | 土 |
|     |    | 1  | 2  | 3  | 4  | 5  |
| 6   | 7  | 8  | 9  | 10 | 11 | 12 |
| 13  | 14 | 15 | 16 | 17 | 18 | 19 |
| 20  | 21 | 22 | 23 | 24 | 25 | 26 |
| 27  | 28 | 29 | 30 |    |    |    |
|     |    |    |    |    |    |    |

| 5月 |    |    |    |    |    |    |
| 日  | 月 | 火 | 水 | 木 | 金 | 土 |
|     |    |    |    | 1  | 2  | 3  |
| 4   | 5  | 6  | 7  | 8  | 9  | 10 |
| 11  | 12 | 13 | 14 | 15 | 16 | 17 |
| 18  | 19 | 20 | 21 | 22 | 23 | 24 |
| 25  | 26 | 27 | 28 | 29 | 30 | 31 |
|     |    |    |    |    |    |    |

| 6月 |    |    |    |    |    |    |
| 日  | 月 | 火 | 水 | 木 | 金 | 土 |
| 1   | 2  | 3  | 4  | 5  | 6  | 7  |
| 8   | 9  | 10 | 11 | 12 | 13 | 14 |
| 15  | 16 | 17 | 18 | 19 | 20 | 21 |
| 22  | 23 | 24 | 25 | 26 | 27 | 28 |
| 29  | 30 |    |    |    |    |    |
|     |    |    |    |    |    |    |

| 7月 |    |    |    |    |    |    |
| 日  | 月 | 火 | 水 | 木 | 金 | 土 |
|     |    | 1  | 2  | 3  | 4  | 5  |
| 6   | 7  | 8  | 9  | 10 | 11 | 12 |
| 13  | 14 | 15 | 16 | 17 | 18 | 19 |
| 20  | 21 | 22 | 23 | 24 | 25 | 26 |
| 27  | 28 | 29 | 30 | 31 |    |    |
|     |    |    |    |    |    |    |

| 8月 |    |    |    |    |    |    |
| 日  | 月 | 火 | 水 | 木 | 金 | 土 |
|     |    |    |    |    | 1  | 2  |
| 3   | 4  | 5  | 6  | 7  | 8  | 9  |
| 10  | 11 | 12 | 13 | 14 | 15 | 16 |
| 17  | 18 | 19 | 20 | 21 | 22 | 23 |
| 24  | 25 | 26 | 27 | 28 | 29 | 30 |
| 31  |    |    |    |    |    |    |
|     |    |    |    |    |    |    |

| 9月 |    |    |    |    |    |    |
| 日  | 月 | 火 | 水 | 木 | 金 | 土 |
|     | 1  | 2  | 3  | 4  | 5  | 6  |
| 7   | 8  | 9  | 10 | 11 | 12 | 13 |
| 14  | 15 | 16 | 17 | 18 | 19 | 20 |
| 21  | 22 | 23 | 24 | 25 | 26 | 27 |
| 28  | 29 | 30 |    |    |    |    |
|     |    |    |    |    |    |    |

| 10月 |    |    |    |    |    |    |
| 日   | 月 | 火 | 水 | 木 | 金 | 土 |
|      |    |    | 1  | 2  | 3  | 4  |
| 5    | 6  | 7  | 8  | 9  | 10 | 11 |
| 12   | 13 | 14 | 15 | 16 | 17 | 18 |
| 19   | 20 | 21 | 22 | 23 | 24 | 25 |
| 26   | 27 | 28 | 29 | 30 | 31 |    |
|      |    |    |    |    |    |    |

| 11月 |    |    |    |    |    |    |
| 日   | 月 | 火 | 水 | 木 | 金 | 土 |
|      |    |    |    |    |    | 1  |
| 2    | 3  | 4  | 5  | 6  | 7  | 8  |
| 9    | 10 | 11 | 12 | 13 | 14 | 15 |
| 16   | 17 | 18 | 19 | 20 | 21 | 22 |
| 23   | 24 | 25 | 26 | 27 | 28 | 29 |
| 30   |    |    |    |    |    |    |
|      |    |    |    |    |    |    |

| 12月 |    |    |    |    |    |    |
| 日   | 月 | 火 | 水 | 木 | 金 | 土 |
|      | 1  | 2  | 3  | 4  | 5  | 6  |
| 7    | 8  | 9  | 10 | 11 | 12 | 13 |
| 14   | 15 | 16 | 17 | 18 | 19 | 20 |
| 21   | 22 | 23 | 24 | 25 | 26 | 27 |
| 28   | 29 | 30 | 31 |    |    |    |
|      |    |    |    |    |    |    |

## できごと

### 1月
- 1月17日 - フランスで前年に成立したヴェイユ法が施行され、人工妊娠中絶が合法化[要出典]。

### 2月
- 2月11日 - イギリス保守党の党首にマーガレット・サッチャーを選出（同党初の女性党首誕生）[要出典]。
- 2月18日 - 世界的に活躍した双子デュオ歌手、ザ・ピーナッツが引退表明。

### 4月
- 4月1日 - まんが名作劇場サザエさん放送開始。
- 4月4日 - マイクロソフト設立。
- 4月5日 - 特撮テレビ番組「スーパー戦隊シリーズ」最初の作品『秘密戦隊ゴレンジャー』が放送開始。
- 4月6日 - クイズ番組『パネルクイズ アタック25』（朝日放送・NET系）放送開始。
- 4月30日 - サイゴン陥落によりベトナム戦争終結[1]。

### 5月
- 5月7日 - イギリスのエリザベス2世夫妻が日本を訪問（イギリスの国家元首として初の来日）。
- 5月16日 - エベレスト日本女子登山隊の田部井淳子が女性として世界初の登頂に成功。

### 6月
- 6月9日 - フィリピン大統領マルコスが中国総理周恩来と北京で共同声明を発表し中華人民共和国と国交を結び台湾を中国の一部と認める。
- 6月25日 - モザンビークがモザンビーク人民共和国として完全独立。

### 7月
- 7月5日 - 沢松和子・アン清村組がウィンブルドン・テニス女子ダブルスで優勝。
- 7月12日 - サントメ・プリンシペがポルトガルから独立。
- 7月17日 - ソ連の宇宙船ソユーズ19号とアメリカの宇宙船アポロ18号が地球を周回する軌道上で史上初の国際ドッキングに成功する（アポロ・ソユーズテスト計画）。
- 7月19日 - 沖縄国際海洋博覧会開幕。
- 7月30日 - アメリカ合衆国の労働組合指導者ジミー・ホッファがデトロイトの自宅を出た後失踪する。

### 8月
- 8月4日 - 日本赤軍がマレーシア・クアラルンプールのアメリカ大使館等を占拠（クアラルンプール事件）。
- 8月15日
  - 三木武夫首相（当時）が現職首相として初めて終戦記念日に靖国神社を参拝[2]。
  - バングラデシュでクーデター。ムジブル・ラフマン大統領が暗殺される。

### 9月
- 9月13日 - 警視庁警備部警護課にセキュリティポリスを創設[3]。

### 10月
- 10月8日 - アメリカで空前のヒットを記録した映画『風と共に去りぬ』が日本テレビの『水曜ロードショー』で世界で初めてテレビで放映される（前後編に分けて放送された。10月8日に前編・10月15日に後編）。
- 10月24日
  - アイスランドで女性による大規模デモが発生。「レッド・ストッキング」運動とも呼ばれた。詳細は女性の休日を。
  - ジョン・デロリアンがデロリアン・モーター・カンパニー (DMC) 創業。

### 11月
- 11月6日 - 緑の行進：スペイン領サハラ（西サハラ）の返還を求めて、35万人の非武装のモロッコ国民がスペイン領サハラに侵入し大規模なデモ行進を行う。
- 11月15日 - 第1回先進国首脳会議がフランスのランブイエで開催。
- 11月22日 - 韓国で「学園浸透スパイ団事件」。徐勝他18人の留学生が国家保安法違反容疑で逮捕される。
- 11月25日 - スリナムがオランダから独立。

### 12月
- 12月21日 - 第1回コミックマーケット開催

### 日付不詳
- 底質暫定除去基準が定められる。
- 給与の銀行振り込みが解禁。これまでは現金の手渡しが義務付けられていた。

## 周年
以下に、過去の主な出来事からの区切りの良い年数（周年）を記す。
- 第二次世界大戦・太平洋戦争関連、終結から30年。
  - 1月27日 - ソビエト連邦軍によるアウシュヴィッツ＝ビルケナウ強制収容所解放。
  - 4月30日 - アドルフ・ヒトラーが自殺。
  - 8月6日 - 広島市への原子爆弾投下から30年。
  - 8月9日 - 長崎市への原子爆弾投下から30年。
  - 9月2日 - 日本の降伏文書調印により太平洋戦争終結。
- 3月8日 - 血の日曜日事件（セルマの大行進）から10年。
- 4月14日 - リンカーン大統領暗殺事件から110年。
- 10月10日 - 朝鮮労働党結党30周年
- 10月24日 - 国際連合発足30周年
- 12月18日 - 日韓国交正常化10周年

## 芸術・文化

### 音楽
- イーグルス「呪われた夜」
- ヴァン・マッコイ「ハッスル」
- ジェファーソン・スターシップ「ミラクルズ」
- グランド・ファンク「オー・ワンダフル」
- オハイオ・プレイヤーズ「ファイア」
- クール&ザ・ギャング「ハリウッド・スウィンギング」
- KC&ザ・サンシャイン・バンド「ゲットダウン・トゥナイト」「ザッツ・ザ・ウェイ」
- エルトン・ジョン「フィラデルフィア・フリーダム」「ルーシー・イン・ザ・スカイ・ウィズ・ダイアモンド」
- カーペンターズ「オンリー・イエスタデイ」
- ジョン・レノン「スタンド・バイ・ミー」
- ウイングス「あの娘におせっかい」「ワインカラーの少女」

### 映画
- タワーリング・インフェルノ(1974、アメリカ）
- ヤング・フランケンシュタイン
- ハリーとトント
- チャイナタウン
- アリスの恋
- レニー・ブルース
- ジョーズ
- ロッキー・ホラー・ショー

## スポーツ
- モハメド・アリが、ジョー・フレイジャーに勝利し、世界ヘビー級タイトルを防衛した。試合は14ラウンドが終了した段階で、フレイジャー側が試合をストップさせた。アリも、試合の続行が難しいほど疲労困憊していたという。

## 誕生

### 1月
- 1月1日 - 尾田栄一郎、漫画家
- 1月1日 - フェルナンド・タティス、元メジャーリーガー
- 1月2日 - 孫敏漢、野球選手
- 1月2日 - ジェフ・スーパン、メジャーリーガー
- 1月3日 - 麻枝准、ゲームシナリオライター
- 1月3日 - トーマ・バンガルテル、ミュージシャン（ダフト・パンク）
- 1月6日 - ゆかな、声優
- 1月7日 - 伊藤舞子、声優
- 1月8日 - エレーナ・グルシナ、フィギュアスケート選手
- 1月8日 - ジェレミー・ゴンザレス、元プロ野球選手（+ 2008年）
- 1月8日 - ダーク・ヴェルビューレン、ドラマー
- 1月8日 - 千葉麗子、女優、アイドル、実業家、ヨーガインストラクター
- 1月9日 - デイモン・マイナー、元プロ野球選手
- 1月10日 - 祖堅正慶、作曲家、音響エンジニア
- 1月11日 - 持田真樹、女優
- 1月13日 - ルネ・エリクセン、ミュージシャン
- 1月16日 - Mr.X、お笑いタレント（モストデンジャラス）
- 1月17日 - スクエアプッシャー、テクノミュージシャン
- 1月17日 - スコット・マレン、元プロ野球選手
- 1月19日 - フェルナンド・セギノール、元プロ野球選手
- 1月20日 - デビッド・エクスタイン、元メジャーリーガー
- 1月21日 - ニッキー・バット、サッカー選手
- 1月28日 - 神谷浩史、声優
- 1月29日 - ガリト・チャイト、フィギュアスケート選手
- 1月29日 - 杉本ゆう、声優

### 2月
- 2月4日 - じゅんいちダビッドソン、お笑いタレント
- 2月6日 - 川瀬智子、歌手
- 2月6日 - チャド・アレン、元プロ野球選手
- 2月7日 - レミ・ガイヤール、YouTuber、動物愛護活動家
- 2月8日 - トニー・マウンス、元プロ野球選手
- 2月9日 - ブラディミール・ゲレーロ、元メジャーリーガー
- 2月11日 - レイニエル・ジェロ、野球選手
- 2月14日 - ダマソ・マルテ、元メジャーリーガー
- 2月16日 - セバスチアン・コラシンスキー、フィギュアスケート選手
- 2月18日 - アイラ・ボーダーズ、野球選手
- 2月18日 - ガリー・ネヴィル、元サッカー選手
- 2月20日 - リバン・ヘルナンデス、メジャーリーガー
- 2月22日 - ドリュー・バリモア、女優
- 2月23日 - 永田亮子、声優
- 2月25日 - 小松里歌、声優
- 2月25日 - 千葉千恵巳、声優
- 2月26日 - マーク・デローサ、メジャーリーガー
- 2月26日 - ラトカ・コヴァジーコヴァー、フィギュアスケート選手
- 2月28日 - 茶山莉子、声優

### 3月
- 3月4日 - クラウディオ・リベルジャーニ、野球選手
- 3月4日 - キルステン・ボルム、陸上競技選手
- 3月8日 - こだまさおり、シンガーソングライター、作詞家
- 3月9日 - フアン・セバスティアン・ベロン、元サッカー選手
- 3月9日 - ロイ・マカーイ、元サッカー選手
- 3月13日 - ケンジ・シラトリ、作家
- 3月15日 - ウィル・アイ・アム、ミュージシャン（ブラック・アイド・ピース）
- 3月15日 - ピエール・ヌジャンカ、サッカー選手
- 3月15日 - ベセリン・トパロフ、チェスプレーヤー
- 3月17日 - ジャスティン・ホーキンス、ミュージシャン
- 3月19日 - ビビアン・スー、タレント
- 3月20日 - 浅川悠、声優
- 3月25日 - ミゲル・メヒア、メジャーリーガー
- 3月26日 - ロベルト・ボッレ、バレエダンサー
- 3月27日 - ファーギー、ミュージシャン（ブラック・アイド・ピース）
- 3月28日 - フリオ・ズレータ、元メジャーリーガー
- 3月31日 - ライアン・ループ、元プロ野球選手

### 4月
- 4月4日 - スコット・ローレン、メジャーリーガー
- 4月5日 - ドミンゴ・グスマン、プロ野球選手
- 4月6日 - 伊藤慎、俳優、スーツアクター
- 4月7日 - ロニー・ベリアード、元メジャーリーガー
- 4月8日 - オクサナ・カザコワ、フィギュアスケート選手
- 4月9日 - ロビー・ファウラー、サッカー選手
- 4月10日 - ミッツ・マングローブ、女装家、ドラァグクイーン、タレント、ナレーター
- 4月13日 - タチアナ・ナフカ、フィギュアスケート選手
- 4月15日 - 李日韓、プロレス・レフェリー
- 4月16日 - 大原めぐみ、声優
- 4月17日 - トリフン・ジバノビッチ、フィギュアスケート選手
- 4月19日 - ユッシ・ヤースケライネン、サッカー選手
- 4月21日 - カルロス・カスティーヨ、元プロ野球選手
- 4月27日 - ペドロ・フェリス、メジャーリーガー
- 4月29日 - ラファエル・ベタンコート、メジャーリーガー
- 4月30日 - トミ・ヨーツセン、ミュージシャン

### 5月
- 5月1日 - マルク＝ヴィヴィアン・フォエ、サッカー選手（+ 2003年）
- 5月2日 - デビッド・ベッカム、サッカー選手
- 5月3日 - マクシム・ムルヴィツァ、ピアニスト
- 5月5日 - 沈正洙、野球選手
- 5月7日 - ジャン＝セバスチャン・フェクトー、フィギュアスケート選手
- 5月12日 - ジョナ・ロムー、ラグビー選手（+ 2015年）
- 5月15日 - セルゲイ・サフノフスキー、フィギュアスケート選手
- 5月15日 - ピーター・イワース、ミュージシャン
- 5月17日 - エリエル・サンチェス、野球選手
- 5月17日 - スコット・シーボル、プロ野球選手
- 5月19日 - 安藤政信、俳優
- 5月19日 - 島袋光年、漫画家
- 5月19日 - 道尾秀介、小説家
- 5月25日 - 趙寅成、野球選手
- 5月25日 - ランドール・サイモン、元プロ野球選手
- 5月27日 - ジェイミー・オリヴァー、シェフ

### 6月
- 6月3日 - ホセ・モリーナ、メジャーリーガー
- 6月4日 - アンジェリーナ・ジョリー、女優
- 6月4日 - 茂山宗彦、狂言師
- 6月5日 - ジードルナス・イルガスカス、バスケットボール選手
- 6月6日 - 陳綺貞、台湾のシンガーソングライター
- 6月7日 - アレン・アイバーソン、バスケットボール選手
- 6月8日 - サラ・アビトボル、フィギュアスケート選手
- 6月11日 - チェ・ジウ、女優
- 6月11日 - デニス・マツーエフ、ピアニスト
- 6月19日 - アンソニー・パーカー、バスケットボール選手
- 6月22日 - エステバン・ジャン、元プロ野球選手
- 6月23日 - マイク・ジェームス、バスケット選手
- 6月25日 - ウラジーミル・クラムニク、チェス選手
- 6月25日 - リンダ・カーデリーニ、女優
- 6月27日 - トビー・マグワイア、俳優
- 6月28日 - ジョン・ノトヴェイト、ミュージシャン
- 6月29日 - マシュー・ゲイツ、フィギュアスケート選手
- 6月30日 - ラルフ・シューマッハ、F1レーサー

### 7月
- 7月1日 - スフィアン・スティーヴンス、ソングライター
- 7月5日 - エルナン・クレスポ、サッカー選手
- 7月6日 - 50セント、ラッパー
- 7月11日 - ミゲル・カルドナ
- 7月14日 - ティム・ハドソン、元メジャーリーガー
- 7月18日 - トリー・ハンター、メジャーリーガー
- 7月20日 - レイ・アレン、バスケットボール選手
- 7月22日 - スコット・シールズ、元メジャーリーガー
- 7月23日 - ヴァレリー・サウレー、フィギュアスケート選手
- 7月23日 - 桐井大介、声優
- 7月26日 - リズ・トラス、政治家
- 7月27日 - アレックス・ロドリゲス、メジャーリーガー
- 7月27日 - シェイ・ヒレンブランド、メジャーリーガー
- 7月29日 - セス・グライシンガー、プロ野球選手
- 7月31日 - ゲーブ・キャプラー、メジャーリーガー

### 8月
- 8月2日 - ジョー・ディロン、メジャーリーガー
- 8月3日 - ルーズベルト・ブラウン、元プロ野球選手
- 8月6日 - ビクター・ザンブラーノ、元メジャーリーガー
- 8月7日 - エドガー・レンテリア、メジャーリーガー
- 8月9日 - ブライアン・フエンテス、元メジャーリーガー
- 8月9日 - マヌエル・ベガ、野球選手
- 8月10日 - イルハン・マンスズ、サッカー選手
- 8月11日 - 谷山紀章、声優、歌手
- 8月11日 - 千葉すず、元競泳選手
- 8月27日 - ビョーン・イエロッテ、ミュージシャン
- 8月30日 - マリナ・アニシナ、フィギュアスケート選手
- 8月31日 - ゲーブ・キャプラー、メジャーリーガー

### 9月
- 9月1日 - 河本邦弘、声優
- 9月4日 - マーク・ロンソン、シンガーソングライター
- 9月6日 - 谷亮子、柔道家
- 9月6日 - デレク・リー、メジャーリーガー
- 9月9日 - ドロタ・シュデク、フィギュアスケート選手
- 9月10日 - 斎藤滋、音楽プロデューサー
- 9月13日 - 今野宏美、声優
- 9月18日 - ランディ・ウィアリアムス、プロ野球選手
- 9月20日 - アーシア・アルジェント、女優・映画監督
- 9月20日 - ファン・パブロ・モントーヤ、NASCARレーサー、元F1ドライバー
- 9月28日 - フアン・モレノ、元野球選手
- 9月30日 - カルロス・ギーエン、元メジャーリーガー

### 10月
- 10月1日 - キム・ソナ、韓国の女優
- 10月1日 - ブランドン・ナイト、元プロ野球選手
- 10月5日 - ケイト・ウィンスレット、女優
- 10月7日 - ティム・ミンチン、コメディアン、俳優
- 10月9日 - マーク・ヴィドゥカ、元サッカー選手
- 10月10日 - イーサーン、ミュージシャン
- 10月10日 - プラシド・ポランコ、元メジャーリーガー
- 10月17日 - ヘクター・アルモンテ、元プロ野球選手
- 10月18日 - ビョン・ホギル、ミュージカル俳優、歌手
- 10月21日 - エンリケ・イラーリオ、サッカー選手
- 10月26日 - 小西寛子、声優
- 10月29日 - カリーム・ガルシア、プロ野球選手
- 10月30日 - マルコ・スクータロ、元メジャーリーガー

### 11月
- 11月1日 - メーガン・ウィング、フィギュアスケート選手
- 11月6日 - 新谷真弓、声優
- 11月7日 - 金本和起、ミュージカル俳優
- 11月10日 - オユンナ、モンゴル出身のシンガーソングライター
- 11月10日 - ジェイソン・ターマン、元プロ野球選手
- 11月13日 - ジョアキン・シルヴァ、サッカー選手
- 11月18日 - アール・アグノリー、元マイナーリーガー
- 11月18日 - デビッド・オルティーズ、メジャーリーガー
- 11月26日 - パトリス・ローゾン、フィギュアスケート選手
- 11月28日 - キミーブラウニー、ミュージシャン、お笑いタレント
- 11月28日 - サティアー、ミュージシャン
- 11月28日 - シロ・リセア、野球選手
- 11月28日 - ムハンマド・スイスメズ、ミュージシャン

### 12月
- 12月2日  - マーク・コッツェイ、メジャーリーガー
- 12月4日 - エド・ヤーナル、元プロ野球選手
- 12月9日  - アレクサンダー・カラカセビッチ、卓球選手
- 12月12日 - 桑島法子、声優
- 12月17日 - ニコライ・モロゾフ、フィギュアスケート選手・指導者
- 12月17日 - ミラ・ジョヴォヴィッチ、女優
- 12月18日 - レイザーラモンHG、芸人
- 12月27日 - ヘザー・オルーク、子役（+ 1988年）
- 12月28日 - B・J・ライアン、メジャーリーガー
- 12月29日 - ジャレット・ライト、メジャーリーガー
- 12月30日 - タイガー・ウッズ、プロゴルファー

### 誕生日不詳
- 宇都宮正宗 - ウェブクリエイター、プログラマー

## ノーベル賞
- 物理学賞 - オーゲ・ニールス・ボーア、ベン・モッテルソン、レオ・ジェームス・レインウォーター
- 化学賞 - ジョン・コーンフォース、ウラジミール・プレローグ
- 生理学・医学賞 - レナト・ドゥルベッコ、ハワード・マーティン・テミン、デビッド・ボルティモア
- 文学賞 - エウジェーニオ・モンターレ
- 平和賞 - アンドレイ・サハロフ
- 経済学賞 - レオニード・カントロビッチ、チャリング・クープマンス